# Мельничный переулок (Санкт-Петербург)
Ме́льничный переулок — переулок в Красногвардейском районе Санкт-Петербурга. Соединяет 2-ю Жерновскую улицу с Рябовским шоссе. Протяжённость — 275 м.

## История
С 1912 года назывался Мельничной улицей. С 1939 года носит современное название.

## Здания и сооружения
- жилые дома
- хозяйственные постройки

## Транспорт
- Ближайшая станция метро — «Ладожская»
- Ж/д платформы: Раздельный Пост (1820 м)

На пересечении с Рябовским шоссе:
- Автобусы: № 23, 30
- Трамвай: № 64

## Пересечения
- 2-я Жерновская улица
- 6-я Жерновская улица
- Рябовское шоссе